# Kończyce Małe
Kończyce Małe – wieś sołecka w gminie Zebrzydowice, w powiecie cieszyńskim, w województwie śląskim, przy drodze Jastrzębie-Zdrój – Cieszyn. Położona na Wysoczyźnie Kończyckiej, w historycznych granicach regionu Śląska Cieszyńskiego. Powierzchnia sołectwa wynosi 1194 ha, a liczba ludności 3294, co daje gęstość zaludnienia równą 275,9 os./km². Wieś położona jest nad rzeką Piotrówką, posiada pagórkowate ukształtowanie terenu, liczne potoki i stawy hodowlane oraz tereny leśne.

## Historia
Miejscowość po raz pierwszy wzmiankowana została w łacińskim dokumencie Liber fundationis episcopatus Vratislaviensis (pol. Księga uposażeń biskupstwa wrocławskiego), spisanej za czasów biskupa Henryka z Wierzbna ok. 1305 w szeregu wsi zobowiązanych do płacenia dziesięciny biskupstwu we Wrocławiu, w postaci item in Cunczindorf principis debent esse XL mansi. Zapis ten oznaczał, że wieś zobowiązana została do płacenia dziesięciny z 40 łanów większych. Jej powstanie wiąże się z przeprowadzaną pod koniec XIII wieku na terytorium późniejszego Górnego Śląska wielką akcją osadniczą (tzw. łanowo-czynszową). Nazewnicza końcówka -dorf (niem. wieś) wskazuje, że pierwszymi osadnikami byli przybysze z Niemiec. Od pobliskich Kończyc Wielkich różniła się tym, że były wsią książęcą (principis). Wieś politycznie znajdowała się wówczas w granicach utworzonego w 1290 piastowskiego (polskiego) księstwa cieszyńskiego, będącego od 1327 lennem Królestwa Czech, a od 1526 roku w wyniku objęcia tronu czeskiego przez Habsburgów wraz z regionem aż do 1918 roku w monarchii Habsburgów (potocznie Austrii).
W sprawozdaniu z poboru świętopietrza z 1335 w diecezji wrocławskiej na rzecz Watykanu sporządzonego przez nuncjusza papieskiego Galharda z Cahors wśród 10 parafii archiprezbiteratu w Cieszynie wymieniona jest parafia w miejscowości Cunczendorf, co powtórzyło się w podobny sprawozdaniu Mikołaja Wolffa z 1447, trudno jednak rozstrzygnąć czy chodzi o Kończyce Małe czy Wielkie, jednak z wpłacanej dużej kwoty można przyjąć, że świętopietrze płaciły obie parafie wspólnie.
Według austriackiego spisu ludności z 1900 w 226 budynkach w Kończycach Małych na obszarze 1194 hektarów mieszkało 1406 osób, co dawało gęstość zaludnienia równą 117,8 os./km². z tego 1399 (99,5%) mieszkańców było katolikami, 2 (0,1%) ewangelikami, 5 (0,4%) wyznawcami judaizmu, 1388 (98,7%) było polsko-, 11 (0,8%) niemiecko- a 1 (0,1%) czeskojęzycznymi. Do 1910 roku liczba budynków wzrosła do 244 a mieszkańców do 1633, z czego 1618 (99,1%) było katolikami, 11 (0,7%) ewangelikami, 4 (0,2%) żydami, 1602 (98,1%) polsko-, 18 (1,1%) niemiecko- a 12 (0,7%) czeskojęzycznymi.
We wsi miały miejsce walki w czasie starć z wojskimi czeskimi w 1919 r. w trakcie których zginął kpt. Cezary Wojciech Haller (brat generała Józefa Hallera).
W latach 1954–1972 wieś należała i była siedzibą władz gromady Kończyce Małe. W latach 1975–1998 miejscowość położona była w województwie katowickim.

## Komunikacja
Przez miejscowość przebiega droga wojewódzka nr 937 łącząca Mszanę w powiecie wodzisławskim i Hażlach w powiecie cieszyńskim oraz linia kolejowa nr 90 Zebrzydowice – Cieszyn, na której znajduje się przystanek kolejowy.

## Zabytki
Według Narodowego Instytutu Dziedzictwa, w miejscowości znajdują się następujące obiekty zabytkowe:
- "Cieszyński Wawel" – zbudowany przez Golasowskich w XV wieku w stylu gotyckim i rozbudowany później w stylu renesansowym w XVI w. przez ród Czelów herbu Kościesza z Czechowic, którzy kupili go w 1538 r. Po śmierci ostatniego z Czelów właścicielem zamku został Joachim Bludowski. W 1657 roku właścicielami zamku stali się Pełkowie herbu Pogonia. Zamek został przez nich przebudowywany w XVIII wieku. W latach 1837–1945 właścicielami zamku była rodzina Folwarcznych. Po zniszczeniach wojennych, obiekt wyremontowano w latach 1956-1957 i w latach 1993-1995. Mieści m.in. izbę muzealną, hotel i restaurację.
- Kościół Narodzenia Najświętszej Maryi Panny w Kończycach Małych – wczesnobarokowy kościół parafialny pw. Narodzenia Najświętszej Maryi Panny z 1713 r., który od 1999 r. jest także sanktuarium Matki Boskiej Kończyckiej z późnogotyckim obrazem Kończyckiej Madonny i renesansową rzeźbą nagrobną Zygmunta Wyszkoty.

## Turystyka
Przez miejscowość przechodzą trasy rowerowe:
- zielona trasa rowerowa nr 13 – Rybnik – Jastrzębie-Zdrój – Ustroń (82 km)
- żółta tandemowa trasa rowerowa nr 259 - Kaczyce – Kończyce Wielkie – Kończyce Małe – Kaczyce (19,5 km)
- Szlak Zamków nad Piotrówką – Kończyce Wielkie – Kończyce Małe – Zebrzydowice – Marklowice Górne – Marklowice Dolne – Pierstna – Piotrowice koło Karwiny – Skrbeńsko – Gołkowice (25 km)

## Galeria

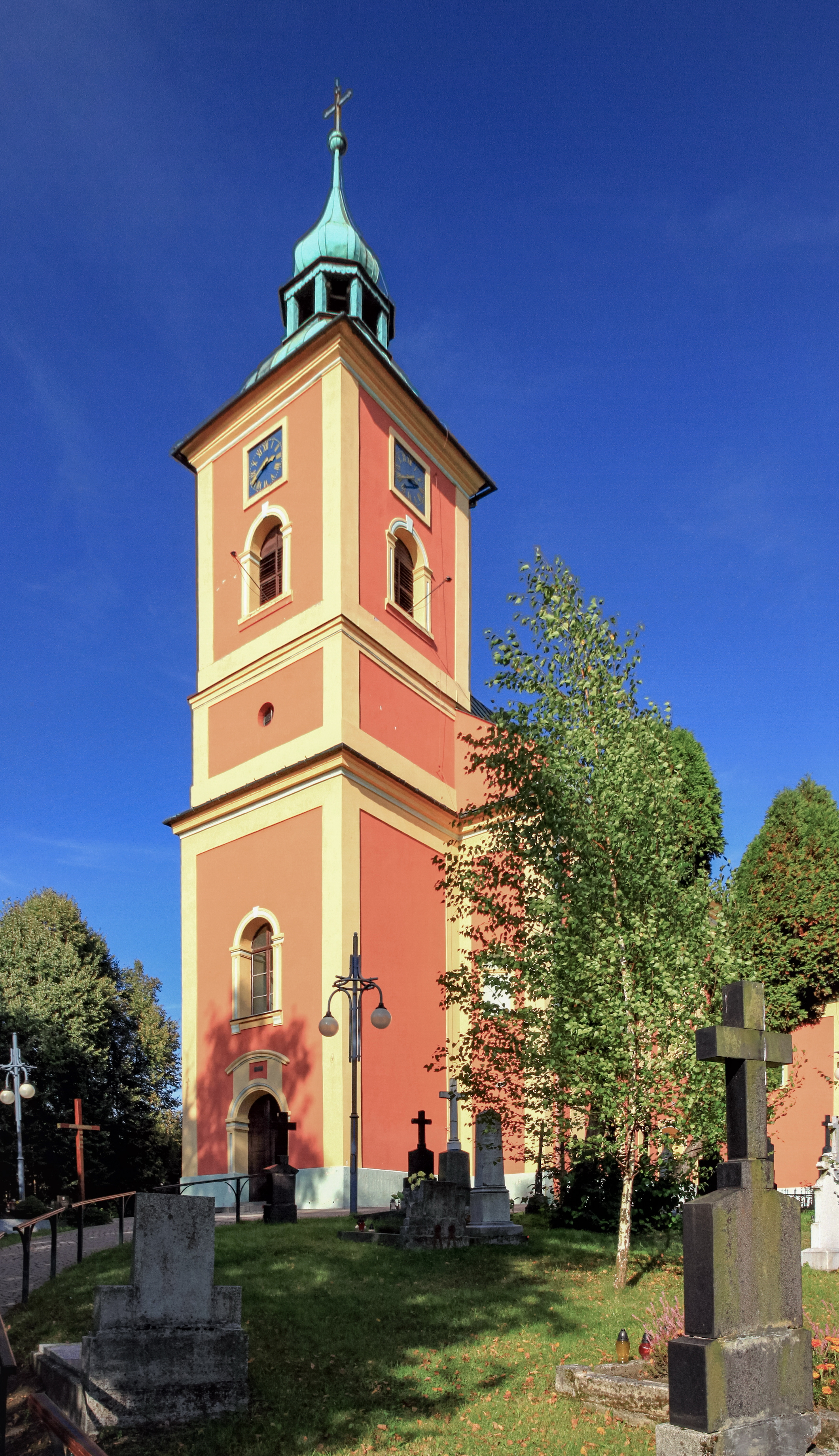
Kościół parafialny pw. Narodzenia NMP
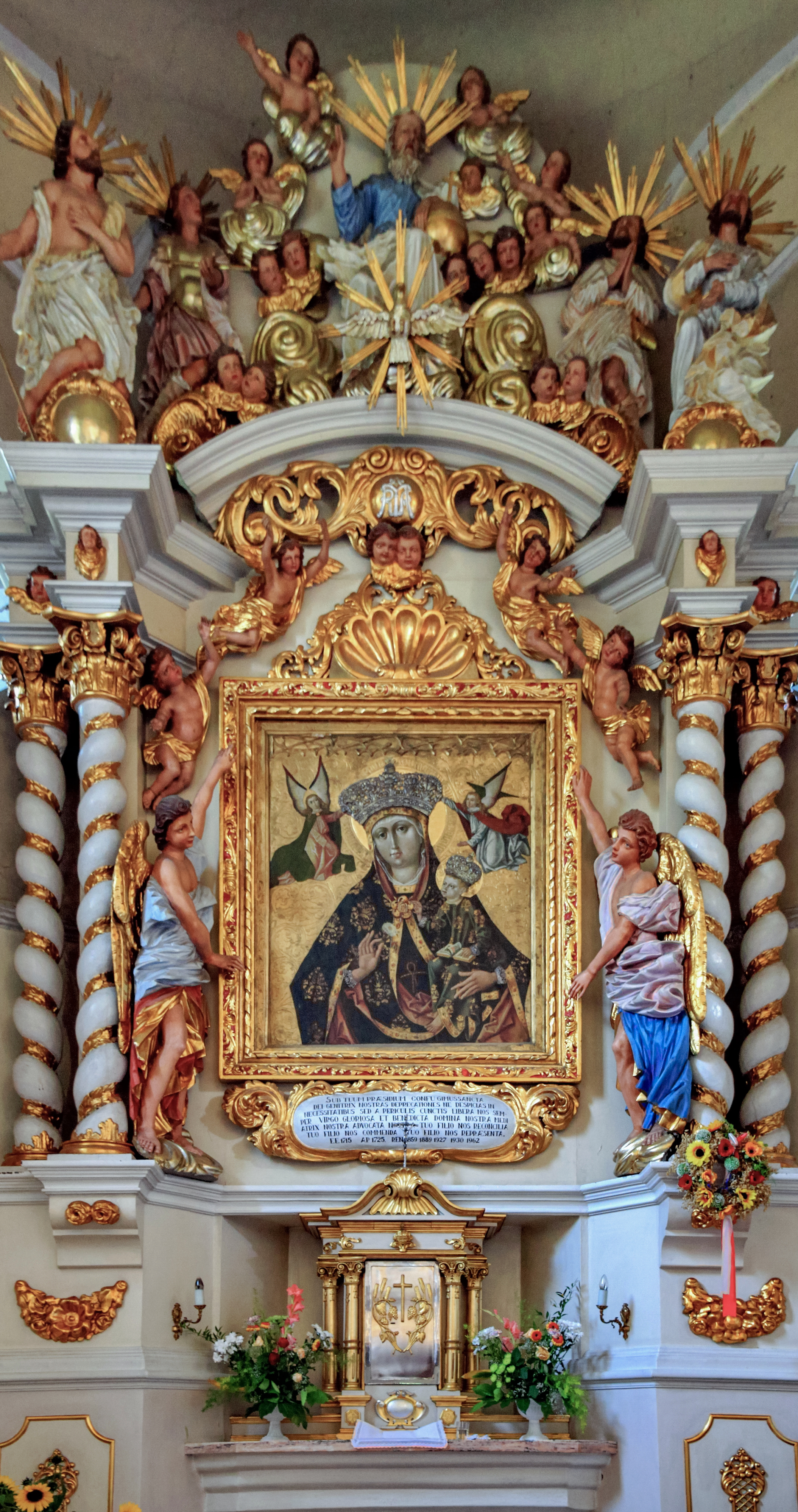
Obraz Matki Boskiej Kończyckiej w kościele
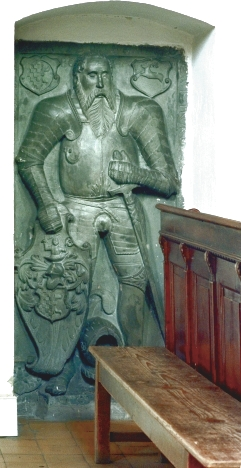
Płyta nagrobna z XVI w. w kościele
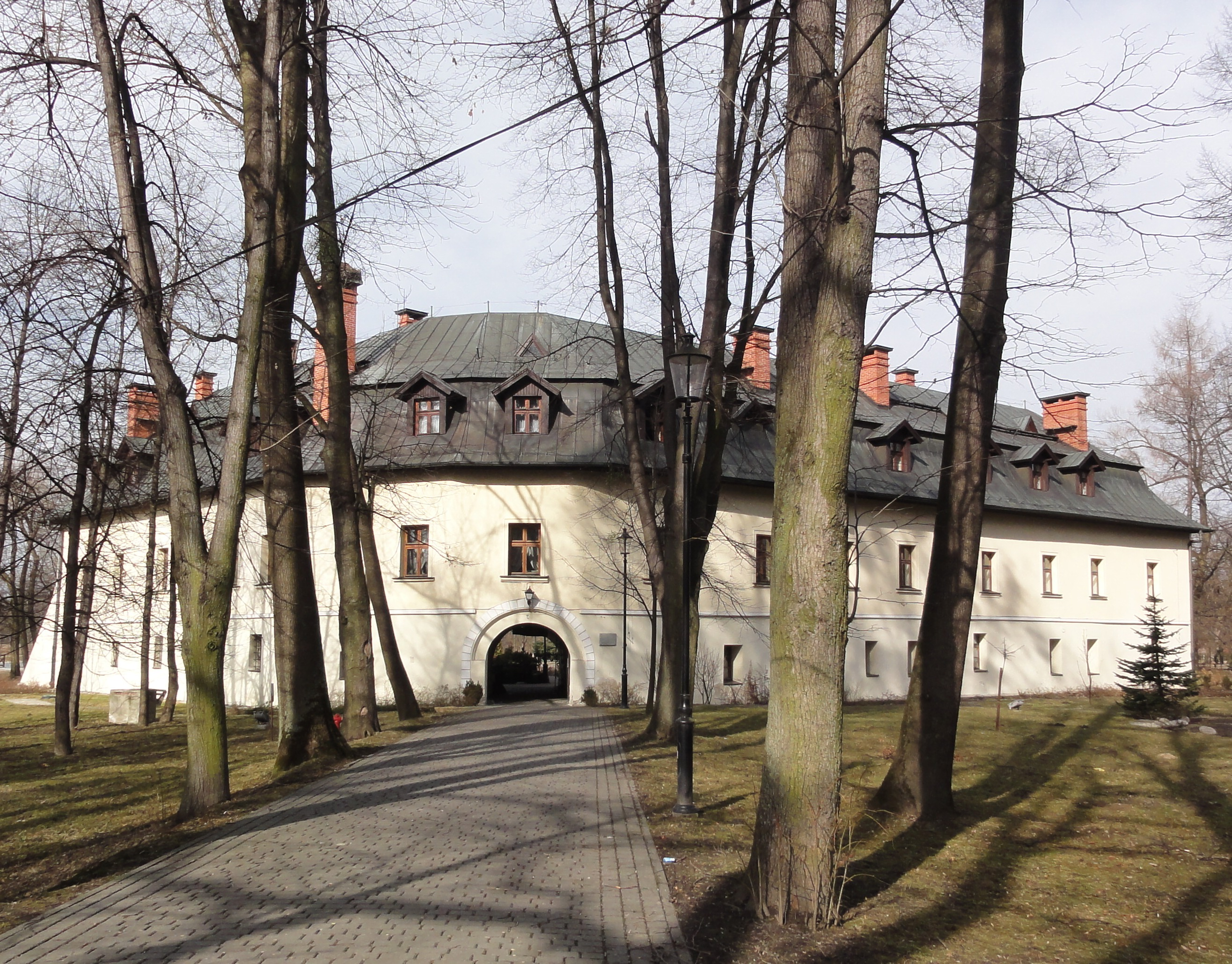
Zamek w Kończycach Małych
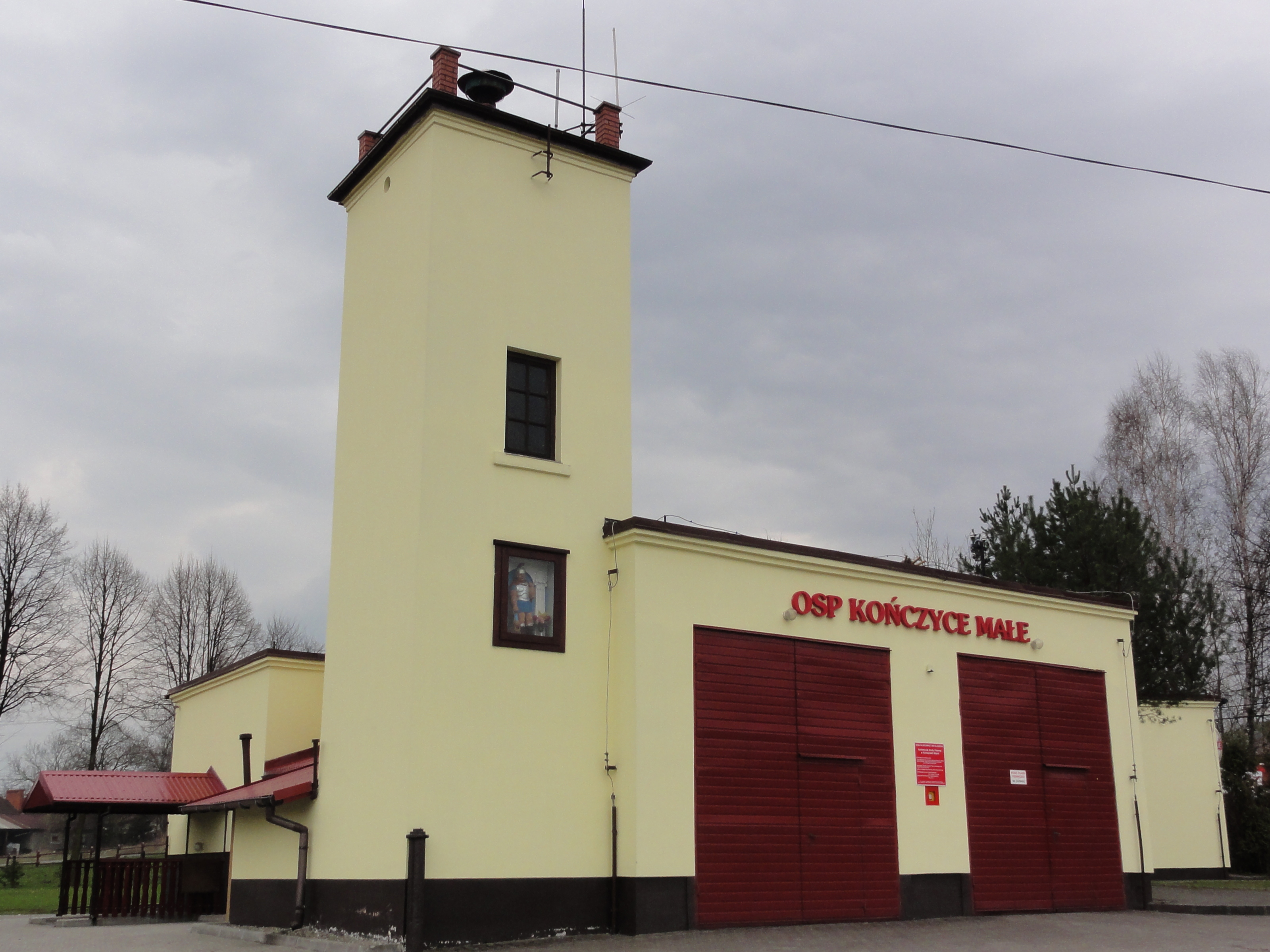
Remiza OSP Kończyce Małe